# 小林哲也 (音楽家)
小林 哲也（こばやし てつや、1980年8月17日 - ）は、日本のソングライター、編曲家、音楽プロデューサー、キーボーディスト。通称コバテツ。

## 来歴
長野県出身。21歳からキーボーディストとしてプロ活動を開始し、様々なアーティストのライブサポートやレコーディングで経験を積む。クラシック、ジャズ、ポップス、ヘヴィメタル等、様々な要素を散りばめたトラックメイクを得意とし、近年では音楽プロデュース、作曲、編曲、作詞、アニメ劇伴、主題歌、挿入歌、ゲーム音楽等、幅広いジャンルで作品を手がけている。
現在は株式会社ジーアングルのサウンドセクションに所属しセクション名を「miuG」と命名。

## 主な作品

### アニメ
2014年
- ペルソナ4 ザ・ゴールデン（共作）
- ストレンジ・プラス

2015年
- ガンスリンガーストラトス

2018年
- みっちりねこ（主題歌、テーマ曲、劇伴、サウンドプロデュース）
- 刹界エイトレイド

2019年
- 博多明太！ぴりからこちゃん

2022年
- うちの師匠はしっぽがない
  - EDテーマ「ヴァージニア」/Hinano （ストリングスアレンジ）

2023年
- 解雇された暗黒兵士（30代）のスローなセカンドライフ
  - OPテーマ「CHANGEMAKER」/Hinano （作曲・編曲・ピアノ）

### 映画
2014年
- 劇場版ペルソナ3 #2 Midsummer Knight's Dream

2015年
- 劇場版ペルソナ3 #3 Falling Down

2016年
- 劇場版ペルソナ3 #4 Winter of Rebirth

### CM
2018年
- ロート製薬 メンソレータム「ママへ、いつもありがとう。」キャンペーン用アニメーション

2019年
- はとバス70週年アニメ（音楽プロデューサー）
- 共栄鍛工所ブランディングセルアニメーション（サウンドプロデュース、音楽担当）

2020年
- 玉家質店アニメーションCM
  - 〜誕生日編〜（サウンドプロデュース）
  - 〜託された想い篇〜（サウンドプロデュース）

2022年
- 玉家質店アニメーションCM 〜その先へ〜（サウンドプロデュース）

### 舞台
2021年
- PERSONA5 the Stage #3（音楽）

### ゲーム
2011年
- Rapala for Kinect

2018年
- ペルソナ3 ダンシング・ムーンナイト
  - Mass Destruction (Tetsuya Kobayashi Remix) （歌 - 川村ゆみ）
- BLAZBLUE CROSS TAG BATTLE
  - Crossing Fate feat.P4U（テーマ曲 アトラスアレンジVer.）（作曲 - 佐藤ノリチカ、編曲 - 小林哲也）

### アプリゲーム
2013年
- クイズRPG 魔法使いと黒猫のウィズ（一部楽曲作編曲、サウンドプロデュース）

2014年
- 白猫プロジェクト（一部楽曲作編曲、サウンドプロデュース）

2015年
- ガーディアンズ・ヴァイオレーション（主題歌）

2018年
- 白猫プロジェクト
  - 4周年記念PV（編曲）
  - 第13章センテリュオ動乱（メインテーマ、サウンドプロデュース）
  - #白猫シェアハウス Season3（メインテーマ、サウンドプロデュース）

2019年
- 白猫プロジェクト
  - 銀河新年2019-あけまして！ロスト・イン・ドリーム-（メインテーマ、サウンドプロデュース）
  - 不具合だらけのダンジョンに勇者賢者魔王魔王のパーティーで挑みました。今後は再発防止に努めます。（メインテーマ、サウンドプロデュース）
  - 討滅士ガルガ（メインテーマ、サウンドプロデュース）
  - 蒼空の竜騎士2（メインテーマほか、サウンドプロデュース）
  - KINGS CROWN3（ゲーム内一部楽曲、サウンドプロデュース）
  - ジルベスタ物語 〜おてんば姫と義勇の騎士〜（メインテーマほか、サウンドプロデュース）
  - 覇戦のレガリア（ゲーム内楽曲、サウンドプロデュース）
  - ダークラグナロク 〜黒の後継者〜（ゲーム内楽曲、サウンドプロデュース）
  - Blooming Blaze! 〜咲いてロッキンガールズ〜（ゲーム内楽曲、サウンドプロデュース）
  - 第14章 思索の虚空（ゲーム内楽曲、サウンドプロデュース）
  - The World of Guilty Ⅱ（ゲーム内楽曲、サウンドプロデュース）
- ブラウンダスト
  - 挿入曲「Void」（サウンドプロデュース、作編曲）
- ラストクラウディア[3]
  - ゲーム内楽曲（作曲、サウンドディレクション）
- スターオーシャン:アナムネシス
- P5Rコラボイベント（アレンジ、ピアノ・キーボード）[4]
- ブレイドエクスロード
  - ゲーム内楽曲（作編曲、サウンドディレクション）

2020年
- 乖離性ミリオンアーサー
  - ゲーム内一部楽曲（作編曲）
- 白猫プロジェクト
  - Going Star　〜輝けロッキンガールズ〜（ゲーム内楽曲、サウンドプロデュース）
- アイドリッシュセブン
  - ダンスマカブル（PV楽曲、サウンドディレクション）

2021年
- 白猫プロジェクト
  - オーバードライブ紅蓮4 The Evolver（ゲーム内楽曲、サウンドディレクション）

### 遊技機
2011年
- CR竜が如く 見参!

2013年
- CRドラセグ

### ライブ
2008年
- PERSONA MUSIC LIVE 2008 赤坂BLITZ（編曲、バンドマスター）

2009年
- PERSONA MUSIC LIVE 2009 東京厚生年金会館（編曲、バンドマスター）

2010年
- PERSONA MUSIC TOUR 2010（編曲、バンドマスター）

2012年
- PERSONA MUSIC LIVE 2012 東京国際フォーラム（編曲、バンドマスター）
- LOTTE×SonyMusicオーディション（編曲、バンドマスター）
- 恵比寿マスカッツ「X'mas Rock'n Roll Night 〜裸のまんまで出ておいで〜」中野サンプラザ（編曲、バンドマスター）

2013年
- PERSONA MUSIC FES 2013 日本武道館（編曲、バンドマスター）
- MARINE SUPER WAVE LIVE 2013（ライブサポート）

2015年
- PERSONA MUSIC LIVE 2015 日本武道館（編曲、バンドマスター）

2017年
- PERSONA SUPER LIVE P-SOUND BOMB!!!! 2017 〜港の犯行を目撃せよ！〜 横浜アリーナ（編曲、バンドマスター）

2019年
- PERSONA SUPER LIVE P-SOUND STREET 2019 〜Q番シアターへようこそ〜（編曲、バンドマスター）

2021年
- にじさんじ
  - AR STAGE “LIGHT UP TONES”（音楽監督）
  - 「NIJIROCK NEXT BEAT」（音楽監督）
  - 「initial step in NIJISANJI」（音楽監督）

2022年
- にじさんじ 4th Anniversary LIVE 「FANTASIA」（音楽監督）
- PERSONA SUPER LIVE P-SOUND WISH 2022 〜交差する旅路〜（バンドマスター・キーボード）[5]

### 楽曲提供
2003年
- 奥村愛子「いっさいがっさい」
  - 捨てられ上手（作詞 - 奥村愛子 / 作曲 - 奥村愛子、小林哲也 / 編曲 - 西川進）

2008年
- Bouno! 「恋愛♥ライダー」
  - じゃなきゃもったいないっ！（作詞 - 川上夏季 / 作曲 - 小林哲也 / 編曲 - 知野芳彦）

2009年
- ノースリーブス「タネ」
  - タネ（作詞 - 秋元康 / 作曲 - 小林哲也 / 編曲 - pal＠pop）

2010年
- ペルソナ「PERSONA MUSIC LIVE BAND」
  - 全収録楽曲編曲担当
- 田中理恵「ココロ」
  - 空飛ぶピエロ（作詞 - 加藤有加利 / 作曲・編曲 - 小林哲也）

2011年
- 柳麻美「いつかきっと〜未来の私へ〜」
  - いつかきっと 〜未来の私へ〜（作詞 - 中村すえこ / 作曲 - 小林哲也 / 編曲 - 山下洋介）

2013年
- ぽこた「be foolish///」
  - be foolish///（作詞 - ぽこた / 作編曲 - 小林哲也）

2014年
- ストレンジ・プラス「ストレンジ・プラス Songs」
  - Beauty Boy（作詞・作曲・編曲 - 小林哲也 / 歌 - 巧美 / CV：福山潤）
  - On My Way（作詞・作曲 - 北島美奈 / 編曲 - 小林哲也 / 歌 - 恒 / CV：関智一）
  - 冬空に願うだけ（作詞 - 浅利A利 / 作曲 - 小林哲也、城ヶ崎マリア / 編曲 - 小林哲也 / 歌 - 貴世子 / CV：寺崎彩乃）
- 犬神さんと猫山さん「いぬねこジュークBOX」
  - 絶対♡服従宣言（作詞 - 小林哲也、城ヶ崎マリア / 作曲・編曲 - 小林哲也 / 歌 - 犬神八千代 / CV：上坂すみれ、猫山鈴 / CV：東山奈央）
  - 手錠を掛けて♡（作詞・作曲・編曲 - 小林哲也 / 歌 - 犬神八千代 / CV：上坂すみれ）

2017年
- GEM「キミと僕。/最強 Summer!!」
  - キミと僕。（作詞 - 城ヶ崎マリア / 作曲 - 石田健太 / 編曲 - 小林哲也、石田健太 / 歌 - GEM）

2018年
- バンドやろうぜ!（Freezing）
  - Night Thinker Day Dreamer（作詞 - LotusJuice / 作曲・編曲 - 小林哲也 / 歌 - LotusJuice）
  - Pick Your Poison（作詞 - LotusJuice / 作曲・編曲 - 小林哲也 / 歌 - LotusJuice）
  - I Need...（作詞 - LotusJuice / 作曲・編曲 - 小林哲也 / 歌 - LotusJuice）
  - Seek[注 1]（作詞 - LotusJuice、神谷礼 / 作曲・編曲 - 小林哲也 / 歌 - LotusJuice、代永翼、村瀬歩）

2019年
- JAZZ-ON!（ジャズオン）
  - Exodus from 東京エンダーメフィスト 星屑旅団JAZZアレンジバージョン（作詞 - LotusJuice / 作曲・編曲 - 小林哲也 / 歌 - 氷室奏斗 / CV：中島ヨシキ、栢橋拓夢 / CV：河西健吾）

2022年
- Hinano
  - Digital Single「Something To Lose」（作曲 - 北島美奈 / 編曲 - 小林哲也）

### です。ラビッツ
2013年 - 2018年までの全作品サウンドプロデュースを担当。詳細は「です。ラビッツ」のディスコグラフィを参照。

## 関連アーティスト

### コンサートツアー ワンマンライブサポート
- 小久保敦平
- 平原綾香
- 久松史奈
- 武川アイ
- 鍵山由佳
- 175R
- 松下優也
- 城南海
- メレンゲ
- 黒崎真音
- JAMOSA
- Chage
- 平原綾香
- Chagetles

### イベントライブサポート
- つのだ☆ひろ
- YeLLOW Generation
- 北出菜奈
- 奥村愛子
- 樹海
- チダタカシ
- 甲斐名都
- YUKI
- FoZZtone
- 加藤和樹
- リップ・ヴァンズ
- ラムジ
- SPLAY
- 榎本くるみ
- 萬Z
- misono
- IMALU
- ハナエ
- 矢沢洋子
- 古川雄大
- 高杉さと美
- 拝郷メイコ
- 植村花菜
- 星村麻衣
- 小西遼生

### レコーディング
- 奥村初音
- 千葉紗子
- 下川みくに
- 北出 菜奈
- 堂本剛剛
- FoZZtone
- misono
- いきものがかり
- 小西 遼生
- 黒崎 真音

### TV MV 等
- YeLLOW Generation
- Sowelu
- 中島美嘉
- 槇原敬之
- 吉田兄弟
- 福山雅治
- スネオヘアー
- 一青窈
- KOH+
- 矢島美容室
- 中村あゆみ
- MY LITTLE LOVER
- 城 南海
- 福原美穂
- 阿部真央
- 渡辺美里